# Кузьмичи (Волковысский район)
Кузьмичи (бел. Кузьмічы) — деревня в Верейковском сельсовете Волковысского района Гродненской области Белоруссии.

## История
В 1795 году Кузьмичи относились к имению Верейки Волковысского повета и входили в состав Реплянского римско-католического прихода. В том же году в деревне родился Симон Калиновский, отец белорусского революционера Кастуся Калиновского.

## Достопримечательности
В деревне стоит каменная церковь имени Александра Невского построенная в середине XIX века.

## Происхождение названия
Деревня получила своё наименование в память о святом Кузьме (Косме).